# Chaetodontoplus personifer
Chaetodontoplus personifer là một loài cá biển thuộc chi Chaetodontoplus trong họ Cá bướm gai. Loài này được mô tả lần đầu tiên vào năm 1914.

## Từ nguyên
Từ định danh của loài được đặt ghép bởi hai từ trong tiếng Latinh: persona ("mặt nạ") và fero ("mang theo"), hàm ý đề cập đến khuôn mặt màu lam xám lốm đốm các vệt vàng của chúng.

## Phạm vi phân bố và môi trường sống
C. personifer là một loài đặc hữu của Úc. Phạm vi của loài này trải dài từ quần đảo Abrolhos (Tây Úc) ngược lên phía bắc đến biển Arafura (Lãnh thổ Bắc Úc).
Loài này sống tập trung gần các rạn san hô hoặc mỏm đá ngầm với san hô và hải miên (bọt biển) phát triển ở độ sâu khoảng từ 10 đến 40 m.

## Mô tả
C. personifer có chiều dài cơ thể tối đa được biết đến là 35 cm. Hầu hết phần thân của C. personifer có màu nâu sẫm (gần như đen), trừ phần gáy và ngực có màu vàng. Đầu có màu xanh lam xám, lốm đốm các vệt vàng; sau đầu có một vạch trắng. Vây bụng và vây đuôi màu vàng. Vây đuôi có một vạch đen ngay giữa, là đặc điểm giúp phân biệt với Chaetodontoplus meredithi, cũng là một loài đặc hữu của Úc nhưng có phạm vi ở bờ biển phía đông. Vây lưng và vây hậu môn tiệp màu với thân, có viền màu xanh óng. Cá con có kiểu màu tương tự C. meredithi (đuôi không có vạch đen như cá trưởng thành).

## Sinh thái
Thức ăn của C. personifer là hải miên (bọt biển) và những loài thuộc phân ngành Sống đuôi. Chúng có thể sống đơn độc, bơi theo cặp hoặc hợp thành những nhóm nhỏ.
C. personifer là một loài cũng được đánh bắt trong ngành buôn bán cá cảnh.